# Tvåvärt järn

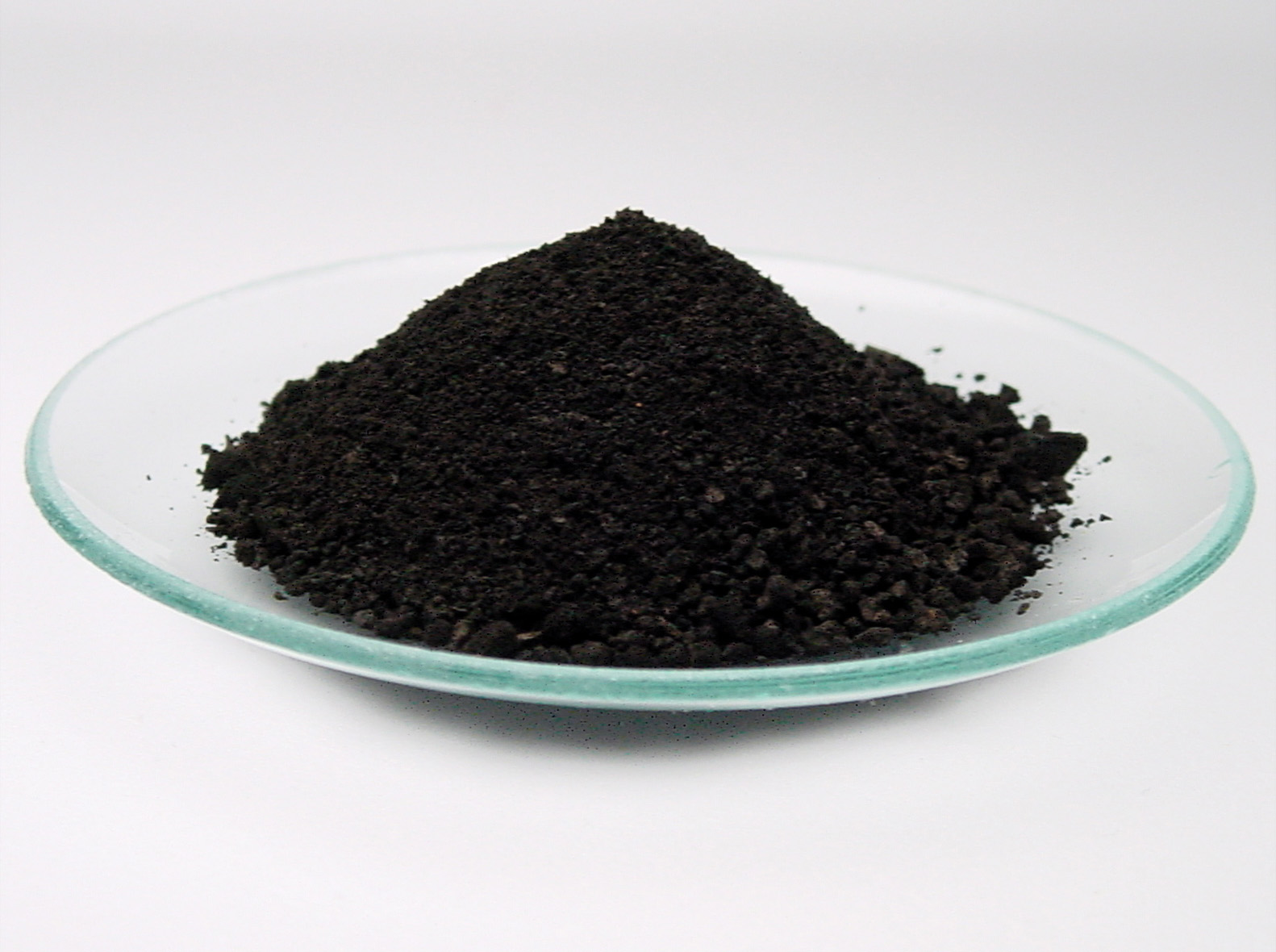
Järn(II)oxid.

Tvåvärt järn, järn (II), är grundämnet järn med oxidationstalet II, Fe2+. Tvåvärda järnjoner är lättlösliga i vatten. Vid kontakt med syrgas kan det tvåvärda järnet oxideras till trevärt järn (Fe3+), som då fälls ut (rostutfällningar). 
Tvåvärt järn är aktiv substans i läkemedel för behandling av järnbristtillstånd.